# Лемборексант
Лемборексант — антагонист орексиновых рецепторов, используемый как снотворное средство. Одобрен для применения: США (2019), Япония (2020).

## Механизм действия
Антагонист OX1 и OX2 рецепторов.

## Показания
Лечение бессонницы, которая характеризуется трудностями с засыпанием и/или поддержанием сна.

## Противопоказания
- Нарколепсия